# Шигирски идол
Шигирският идол (на руски: Шигирский идол) е най-старата известна дървена скулптура в света, направена през периода на мезолита, малко след края на последната ледникова епоха.
Дървото, от което е издълбан, е на около 12 000 години.
Изложен е в Свердловския регионален краеведски музей в Екатеринбург, Русия.